# Prisão de Sednaya

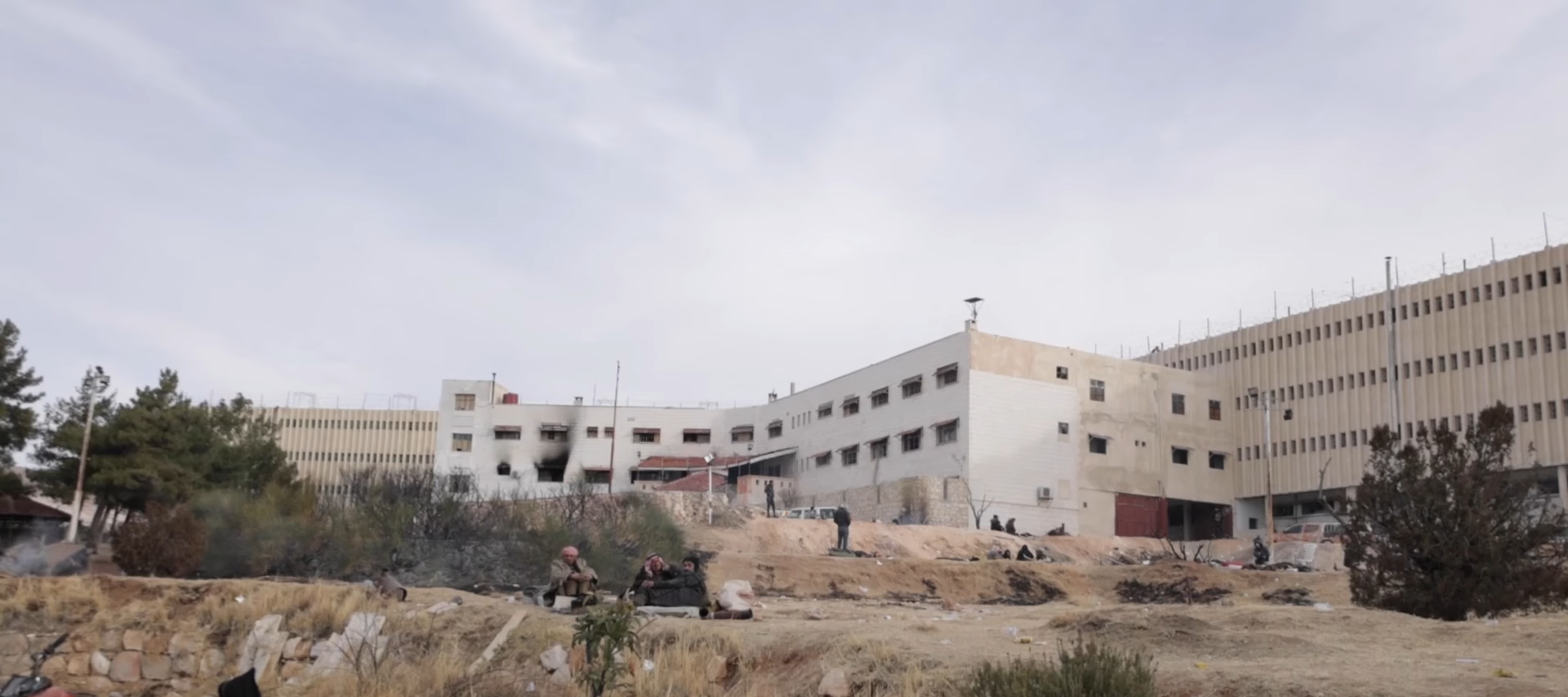
A prisão em 2024.

Prisão de Sednaya (em árabe: سجن صيدنايا Sajn Ṣaydnāyā ), apelidada de "Matadouro Humano", era uma prisão militar perto de Damasco, na Síria, operada pelo governo sírio. A prisão foi usada para manter milhares de prisioneiros, tanto civis como rebeldes antigovernamentais, bem como prisioneiros políticos. O Observatório Sírio para os Direitos Humanos (OSDH) estimou em Janeiro de 2021 que 30.000 detidos foram brutalmente mortos pelo regime de Assad em Sednaya, devido a tortura, maus-tratos e execuções em massa desde o início da guerra civil síria, enquanto a Amnistia Internacional estimou em Fevereiro de 2017 “que entre 5.000 e 13.000 pessoas foram executadas extrajudicialmente em Saydnaya entre Setembro de 2011 e Dezembro de 2015.” 
Organizações de direitos humanos identificaram mais de 27 prisões e centros de detenção administrados pelo governo de Assad em todo o país, onde detidos são rotineiramente torturados e mortos.  Um desertor das fontes de Assad contrabandeou dezenas de milhares de fotografias dessas prisões, mostrando os corpos daqueles que foram assassinados. O desertor declarou que havia fotografado pessoalmente os mortos e que existiam arquivos com milhares de outras fotografias semelhantes de outras vítimas.
Um ex-detento da prisão que foi detido por participar de um protesto pacífico e não violento disse à Anistia Internacional que em Sednaya os prisioneiros foram forçados a escolher entre morrer ou matar um de seus parentes ou amigos. O ex-presidiário também afirmou que na primeira prisão em que esteve, os prisioneiros também eram forçados ao canibalismo, mas aquela prisão era "o paraíso" comparada à Prisão de Sednaya. Segundo o recluso, a outra prisão (Secção 215) era para “interrogar” (incluindo através de tortura), mas quando isso era feito, era transferido para Sednaya “para morrer”.
Uma grande variedade de práticas de tortura desumanas são realizadas na prisão; desde espancamentos perpétuos, agressões sexuais, decapitações, violações, queimaduras até o que é conhecido como "tapetes voadores". Em 2017, o Departamento de Estado dos EUA alegou que um crematório havia sido construído na prisão para descartar os corpos dos executados.
Em 8 de dezembro de 2024, a prisão foi tomada por forças rebeldes enquanto avançavam em direção a Damasco. A administração da prisão concordou em entregar a prisão às forças rebeldes em troca de sua retirada segura. Após a tomada, os reclusos restantes na parte “branca” da prisão de Sednaya foram libertados das instalações e os rebeldes estão a libertar os reclusos na parte “Vermelha” mais profunda da prisão.
Sednaya foi considerada a mais notória da rede de prisões do regime de Assad e um símbolo da repressão do regime devido à tortura, agressão sexual e execuções em massa.